# Alta Velocidad Española

Logo der AVE

AVE [ˈaβe] (spanisch Alta Velocidad Española [ˈalta βeloθiˈðað espaˈɲola] ‚Spanische Hochgeschwindigkeit‘, abgekürzt: spanisch Ave für ‚Vogel‘) oder Renfe AVE ist ein Markenname der spanischen Eisenbahngesellschaft Renfe für viele ihrer Hochgeschwindigkeitszüge. Auf den LAV-Strecken verkehren seit Anfang der 2020er Jahre auch Züge anderer Betreiber.
Ende 2023 erreichte das spanische Schnellfahrstreckennetz eine Gesamtlänge von 3900 km und ist damit das längste Hochgeschwindigkeitsbahnnetz Europas und das zweitlängste der Welt nach China.

## Geschichte

Aktuelles Hochgeschwindigkeitsnetz (Stand: Nov. 2023)

Entwicklung des Netzes seit 1992

Die Expo 1992 in Sevilla war der Anlass für Spaniens Einstieg in den Eisenbahnhochgeschwindigkeitsverkehr. Die spanische Eisenbahngesellschaft Renfe wollte eine schnelle Anbindung der Hauptstadt Madrid an die Expo-Stadt Sevilla. Die alte Strecke über Linares-Baeza ist 574 Kilometer lang und in großen Teilen eingleisig, die schnellste Verbindung benötigte nahezu sechs Stunden. Rechtzeitig zum Beginn der Expo konnte die Renfe die Schnellfahrstrecke Madrid–Sevilla am 19. April 1992 in Betrieb nehmen. Sie war die erste spanische Eisenbahnmagistrale, die in europäischer Regel- statt der in Spanien bis dahin üblichen iberischen Breitspur gebaut wurde. Die Schnellfahrstrecke ist mit 471 Kilometern gegenüber der bisherigen über hundert Kilometer kürzer. Züge ohne Unterwegshalt fahren diese Distanz in 2 Stunden 20 Minuten (Stand 2016).
José María Aznar, spanischer Regierungschef (Partido Popular, Mai 1995 – März 2004) kündigte im Jahr 2000 an, alle 47 Provinzhauptstädte des Landes an das AVE-Netz anzuschließen. Sein Nachfolger José Luis Rodríguez Zapatero (PSOE, 2004 – Dezember 2011) ging noch weiter; er forderte, kein Spanier dürfe weiter als eine halbe Stunde von einer Schnellzugstation wohnen.
Im Jahr 2005 ging als zweiter Ast die Neubaustrecke Madrid–Barcelona, zunächst nur bis Saragossa und ab 2008 bis in die katalanische Hauptstadt in Betrieb. Die 620,9 Kilometer zwischen den zwei größten Städten Spaniens werden in zwei Stunden und 30 Minuten zurückgelegt, die Reisegeschwindigkeit beträgt 248,4 km/h.
Der Generaldirektor der Fluggesellschaft Iberia kündigte an, ab Eröffnung der Strecke zwischen Madrid und Barcelona kleinere Flugzeuge einzusetzen.
Im Dezember 2007 gingen als dritter Ast von Madrid die Neubaustrecke Madrid–Valladolid und im Süden der Abschnitt Antequera–Málaga, der letzte noch ausstehende der Schnellfahrstrecke Córdoba–Málaga, in Betrieb.
Seit 2005 wurde die Weiterführung des zweiten Korridors Barcelona–Figueres–Perpignan/Perpinyà (F) gebaut, inklusive eines acht Kilometer langen Tunnels bei Le Perthus. Zunächst ging der nördliche Streckenabschnitt Figueras–Perpignan/Perpinyà nach mehreren Verzögerungen im Dezember 2010 in Betrieb, wodurch die spanischen Regelspurstrecken vorerst durch das Einlegen einer dritten Schiene in das Streckengleis Girona–Viamalla der Bestandsstrecke Barcelona–Cerbère mit dem europäischen Netz verbunden wurden. Der endgültige Lückenschluss erfolgte am 7. Januar 2013. Eine Schnellfahrstrecke zwischen Perpignan und Montpellier und damit die Anbindung an das französische Hochgeschwindigkeitsnetz ohne Nutzung des Bestandsnetzes wird erst 2025 fertiggestellt werden.
Am gleichen Tag wie die Eröffnung der grenzüberschreitenden Strecke in Katalonien wurde auch die vierte von Madrid ausgehende Strecke, an die Mittelmeerküste, in einem ersten Bauabschnitt eröffnet. Die 438 km lange Strecke verbindet die spanische Landeshauptstadt mit Valencia sowie mit Albacete. Die Fahrzeit auf den 391 Kilometern zwischen Madrid und der drittgrößten Stadt des Landes, Valencia, reduziert sich von knapp vier Stunden auf 95 Minuten. Am 18. Juni 2013 wurde der 171,5 km lange Abschnitt von Albacete bis zur Mittelmeerstadt Alicante eröffnet. Die Fahrzeit von Madrid nach Alicante verringert sich damit auf vorerst zwei Stunden und zwanzig Minuten. Die dritte Provinzhauptstadt der Valencianischen Gemeinschaft, Castellón, soll bis 2015[veraltet] an die Schnellfahrstrecke angebunden werden. Die Züge verkehren mit 300 km/h Höchstgeschwindigkeit, können aber in Zukunft bis zu 350 km/h erreichen.
Im Juni 2013, nach der Eröffnung des 171 km langen Abschnittes Albacete–Alicante auf der Schnellfahrstrecke Madrid–Levante, erreichte das spanische Hochgeschwindigkeitsnetz eine Gesamtlänge von 2447 km (Stand 1. November 2013: 2515 km). Damit liegt man europaweit an der ersten Stelle vor Frankreich (2036 km) und Deutschland (1334 km). Darüber hinaus befanden sich 1308 km in Bau und 1702 km in Planung.
Im Jahr 1997 erwirtschaftete das AVE-System erstmals einen Gewinn (etwa zwei Millionen US-Dollar).
Nach dem Platzen seiner Immobilienblase begann in Spanien eine Rezession, die bis heute (2013)[veraltet] anhält. Spanien kann nicht mehr so leicht wie früher seine Staatsschulden erhöhen; seit 2009 (Beginn der Eurokrise) wurde auch bekannt, dass Spaniens Banken in einer Krise sind. Spanien hat unter anderem 2012 vom SEM 100 Mrd. Euro erhalten. Die AVE-Ticketpreise sind hoch; die Nachfrage nach diesen relativ teuren Fahrten ist gering.
So wurde die Strecke Madrid–Valencia, die 2010 in Betrieb ging, für 3,6 Millionen Reisende im Jahr geplant. Im ersten Jahr lag das Reisendenaufkommen bei nur 50 Prozent.
Die EU-Kommission hat im Mai 2013 die spanische Regierung aufgefordert, bei den Schnellfahrstrecken auf die Kosten-Nutzen-Relation zu achten („Das spanische Reformpaket 2013 enthält einige widersprüchliche Zielvorgaben in der Transportpolitik. So sollen die Betriebskosten gesenkt werden, und gleichzeitig sollen neue Hochgeschwindigkeitsstrecken gebaut werden“).
Im Februar 2013 wurde ein neues Preissystem eingeführt, welches sich stärker an der Nachfrage orientiert. Dabei sank der mittlere Fahrpreis in der „Turista“-Klasse um 27,5 %. Ebenso wurde eine „Kundenbindungskarte“ für junge Reisende mit 30 % Ermäßigung eingeführt. Das Handy-Ticket wurde eingeführt und die Nutzung der Buchung über das Internet nahm stark zu. Die marktorientierten Tarife führten zu einer Steigerung der Fahrgastzahlen um 23,5 %, die Zugauslastung stieg von 65 % auf 73 %. Die absoluten Fahrgastzahlen stiegen von 12 auf 14,9 Mio. Fahrgäste im Februar 2014.

## An das Hochgeschwindigkeitsnetz angebundene große Städte
Folgende Städte werden angebunden:
| Richtung ab Madrid | Streckenteil                 | Länge    | Eröffnung | Angeschlossene Stadt | Einwohner | Entfernung von Madrid |
| ------------------ | ---------------------------- | -------- | --------- | -------------------- | --------- | --------------------- |
| Südwest            | Madrid–Sevilla               | 472 km   | 1992      | Madrid               | 3 166 000 | ---                   |
| Südwest            | Madrid–Sevilla               | 472 km   | 1992      | Ciudad Real          | 74 000    | 171 km                |
| Südwest            | Madrid–Sevilla               | 472 km   | 1992      | Córdoba              | 327 000   | 345 km                |
| Südwest            | Madrid–Sevilla               | 472 km   | 1992      | Sevilla              | 691 000   | 461 km                |
| Südwest            | Abzweig nach Toledo          | 21 km    | 2005      | Toledo               | 83 000    | 75 km                 |
| Südwest            | Abzweig nach Antequera       | 97 km    | 2006      | Antequera            | 41 000    | 455 km                |
| Südwest            | Verlängerung nach Málaga     | 58 km    | 2007      | Málaga               | 569 000   | 513 km                |
|                    | Abzweig nach Granada         | 125,7 km | 2019      | Granada              | 233 600   | 418 km                |
| Nordost            | Madrid–Saragossa             | 307 km   | 2002      | Guadalajara          | 84 000    | 64 km                 |
| Nordost            | Madrid–Saragossa             | 307 km   | 2002      | Saragossa            | 661 000   | 307 km                |
| Nordost            | Abzweig Saragossa–Huesca     | 79 km    | 2003      | Huesca               | 52 000    | 386 km                |
| Nordost            | Saragossa–Lleida             | 135 km   | 2003      | Lleida               | 138 000   | 442 km                |
| Nordost            | Lleida–Tarragona             | 81 km    | 2003      | Tarragona            | 131 000   | 523 km                |
| Nordost            | Tarragona–Barcelona          | 100 km   | 2008      | Barcelona            | 1 609 000 | 623 km                |
| Nordost            | Barcelona–Figueres           | 131 km   | 2013      | Girona               | 98 000    |                       |
| Nordost            | Barcelona–Figueres           | 131 km   | 2013      | Figueres             | 46 000    | 754 km                |
| Nordost            | Figueres–Französische Grenze | 20 km    | 2010      | (Grenze)             | ---       | 774 km                |
| Nord               | Madrid–Valladolid            | 180 km   | 2007      | Segovia              | 52 000    | 68 km                 |
| Nord               | Madrid–Valladolid            | 180 km   | 2007      | Valladolid           | 302 000   | 180 km                |
| Nord               | Verlängerung nach León       | 165 km   | 2015      | Palencia             | 79 000    | 230 km                |
| Nord               | Verlängerung nach León       | 165 km   | 2015      | León                 | 126 000   | 345 km                |
| Nord               | Verlängerung nach Burgos     |          | 2022      | Burgos               | 175 000   |                       |
| Nord               | Verlängerung nach Ourense    |          | 2021      | Zamora               | 63 000    | 232 km                |
| Nord               | Verlängerung nach Ourense    | Ourense  | 2021      | 104 000              |           |                       |
| Südost             | Madrid–Valencia              | 391 km   | 2010      | Cuenca               | 55 000    | 195 km                |
| Südost             | Madrid–Valencia              | 391 km   | 2010      | Valencia             | 790 000   | 391 km                |
| Südost             | Abzweig nach Albacete        | 80 km    | 2010      | Albacete             | 172 000   | 320 km                |
| Südost             | Verlängerung nach Murcia     |          | 2022      | Alicante             | 331 000   | 486 km                |
| Südost             | Verlängerung nach Murcia     | Murcia   | 2022      | 474 000              |           |                       |

Die angegebenen Kilometer zählen ab dem Bahnhof Madrid Atocha, mit Ausnahme in Richtung Norden jedoch ab dem Bahnhof Madrid Chamartín. Beide Bahnhöfe und damit die beiden regelspurigen Teilnetze werden durch die dritte Röhre des Túnel de la risa verbunden. Dieser war seit 2010 in Bau und wurde am 1. Juli 2022 eröffnet.
In Richtung Westen wurde die grenzüberschreitende Schnellfahrstrecke Lissabon–Madrid über Badajoz (150 000 Einwohner) geplant, einzelne kurze Abschnitte sind sogar schon gebaut. Das Projekt wurde jedoch zurückgestellt, nachdem Portugal den Bau gestoppt hatte.
Die größten noch nicht angeschlossenen Städte waren 2025 Bilbao, Gijón, Logroño, Oviedo, Pamplona, Santander und Vitoria-Gasteiz.

## Internationale Verbindungen
Seit Dezember 2013 verkehren AVE-Züge auch auf Strecken nach Frankreich. Sie bedienen die Linien
- Barcelona – Lyon und
- Madrid – Marseille.

Bis Dezember 2022 wurden diese Linien von Elipsos, einem Gemeinschaftsunternehmen von Renfe und SNCF betrieben. Seit Juni 2023 betreibt Renfe die beiden genannten Verbindungen selbstständig und plant weitere Verbindungen ins Ausland.

## Reisekomfort
Der AVE bietet den höchsten Komfort auf dem spanischen Hochgeschwindigkeitsnetz der Renfe. Nahezu alle Sitzplätze sind drehbar und werden vor der Fahrt in Fahrtrichtung gedreht. Daher stehen die Züge im Abgangsbahnhof häufig schon lange vor der Abfahrt am Bahnsteig. Die Bahnsteige sind abgesperrt und nur Fahrgästen mit gültiger Fahrkarte zugänglich, es werden Gepäckkontrollen durchgeführt. In neueren Bahnhöfen gibt es eine zentrale Sicherheitskontrolle für alle Fernbahnsteige, in älteren Bahnhöfen sind sie teilweise dezentral auf jedem Gleiszugang vorhanden. Auf den Ausgangsbahnhöfen wird das Einsteigen in der Regel 30 Minuten vor Abfahrt freigegeben. Vor Betreten des Bahnsteigs wird die Fahrkarte kontrolliert, im Zug finden im Normalfall keine Kontrollen mehr statt. Um eine pünktliche Abfahrt zu gewährleisten, schließen die Bahnsteigzugänge bereits zwei Minuten vor Abfahrt. Nicht selten kommt es daher vor, dass Züge den Bahnhof sogar zu früh verlassen. Nachteilig ist für die Reisenden allerdings, dass wegen der erneut zu passierenden Kontrollen keine Korrespondenzanschlüsse möglich sind. Beim Umsteigen in einen Hochgeschwindigkeitszug ist insbesondere in hochbelasteten Knotenbahnhöfen eine Mindestübergangszeit von etwa 30 Minuten erforderlich.
Je nach Strecke bietet der AVE zwei oder drei Wagenklassen an. In allen Klassen gibt es Steckdosen an den Sitzen, über Deckenbildschirme werden Filme oder TV-Sendungen, sowie Informationen über die Fahrstrecke angezeigt. Im Zug gibt es einen Cafeteriawagen mit Speisen und Getränken zum Verkauf. Zusätzlich wird auf einigen Strecken auch eine »Bar móvil« angeboten. So können die Fahrgäste kleine Snacks und Getränke auch am Platz kaufen. In der Klasse Preferente sind die Speisen und Getränke am Platz je nach Tageszeit im Fahrpreis enthalten.

### Turista
Die Klasse Turista ist die günstigste. Fahrgäste sitzen in der üblichen 2+2-Anordnung. Den Fahrgästen steht das Unterhaltungsprogramm über Ohrhörer zur Verfügung, diese werden vom Personal während der Fahrt kostenlos verteilt. 

### Turista Plus
Ehemalige Preferente-Wagen wurden zu Turista Plus umfunktioniert. Die Sitze sind im 2+1-Schema angeordnet und haben gegenüber der Klasse Turista einen vergrößerten Sitzabstand.

### Preferente
Da die Klasse Club nun vollständig abgeschafft wurde, ist in den ehemaligen Club-Wagen jetzt die Klasse Preferente untergebracht. Die Sitzanordnung entspricht ebenfalls einem 2+1-Schema, zusätzlich ist der Sitzabstand größer als bei Turista Plus, außerdem sind die Sitzbezüge aus Kunstleder. Reisen in der Klasse Preferente bietet eine Vielzahl von Annehmlichkeiten: An einigen Bahnhöfen stehen eigene Parkplätze zur Verfügung, ebenfalls dürfen besondere Wartebereiche (Sala Club) genutzt werden. Im Zug wurden bis zur Covid-Pandemie kostenlos Tageszeitungen sowie Speisen und Getränke am Platz angeboten. 
Dies kann heute auf den meisten Verbindungen gegen Aufpreis hinzugebucht werden. Es umfasst je nach Tageszeit Frühstück, Aperitif, Mittagessen, Vesper oder Abendessen und wird mit Getränken aus einer reichhaltigen Getränkekarte sowie Kaffee oder Tee am Platz serviert.

## Fahrzeuge

### Baureihe 100

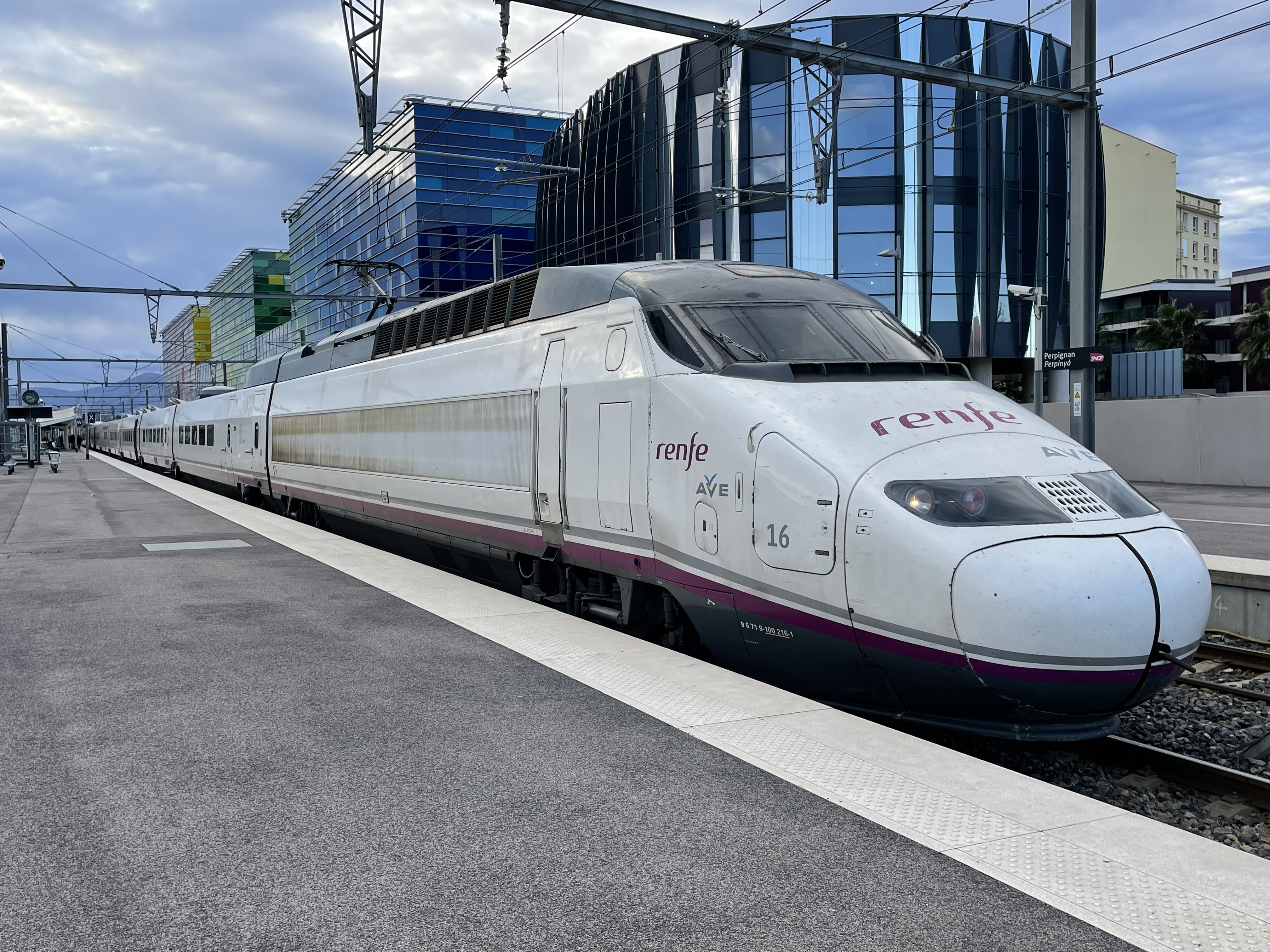
Baureihe 100 von Alstom in Perpignan

Als erste Hochgeschwindigkeitszüge befuhren die Einheiten der Baureihe 100 die Schnellfahrstrecke Madrid–Sevilla. Die Renfe entschied sich dabei für den Kauf von 18 Zügen einer Weiterentwicklung des TGV Atlantique als Fahrzeuge für die erste regelspurige Neubaustrecke in Spanien. Weil umschaltbare Fahrleitungsabschnitte insbesondere im Bereich der seinerzeitigen Endpunkte Madrid Atocha und Sevilla Santa Justa vermieden werden sollten, obwohl Kreuzungen mit Breitspurgleisen erforderlich waren, wurden die Einheiten zweisystemfähig für 3 kV Gleich- und 25 kV Wechselspannung mit 50 Hz ausgelegt. Kurios in diesem Zusammenhang: Die Ausrüstungen für die linienförmige Zugbeeinflussung sowie die Oberleitung kauften die Spanier bei deutschen Zulieferern, sodass die Triebzüge der Reihe 100 mit Fahrzeuggeräten der deutschen LZB und ursprünglich ebenfalls deutschen Stromabnehmern versehen wurden. Ursprünglich waren 24 Garnituren bestellt worden, doch man entschloss sich, sechs davon breitspurig als Baureihe 101 mit dem Markennamen Euromed auf dem »Corredor Mediterraneo« zwischen Barcelona und Valencia einzusetzen. Diese Strecke war zu großen Teilen für eine Geschwindigkeit von 220 km/h ausgebaut und abschnittsweise neutrassiert worden. Ab 2010 wurden die Züge der Baureihe 101 jedoch auf Regelspur umgebaut und in die Baureihe 100 eingegliedert. Im Februar 2011 gab Renfe bekannt, zehn Züge der Baureihe für den Verkehr von und nach Frankreich umbauen zu lassen. Dabei wurden die deutschen Stromabnehmer durch französische, nunmehr wegen der Palettenbreite und dem Schleifleistenmaterial in Frankreich getrennt für Gleich- und Wechselspannung, ersetzt.
Eine baldige Ausmusterung im Zuge des Ersatzes durch die Baureihen 106 und 107 ist möglich.
- Anzahl: 24
- Höchstgeschwindigkeit: 300 km/h

### Baureihe 102

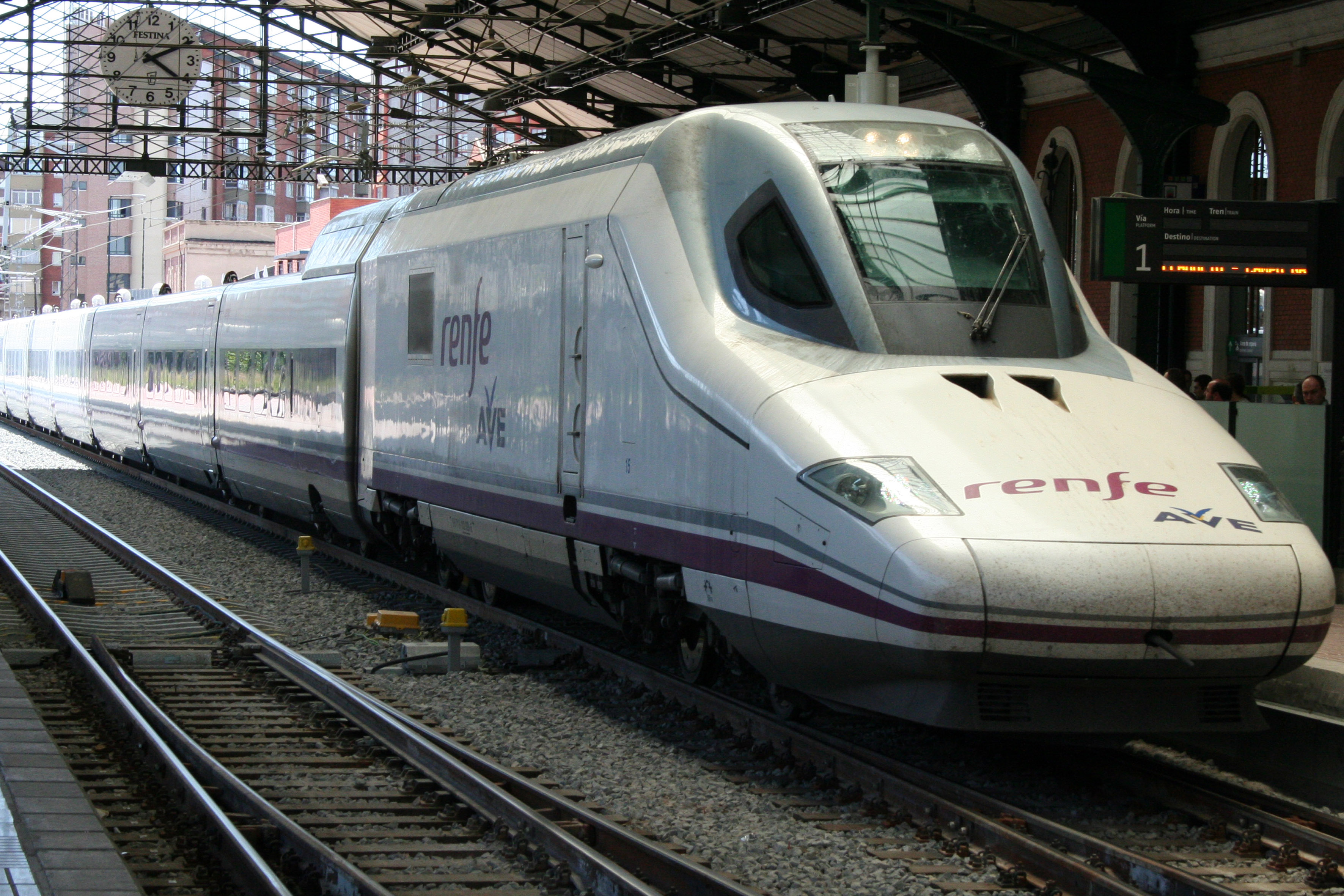
Ein AVE der Baureihe 102 von Talgo

Für die Neubaustrecke Madrid–Barcelona–Französische Grenze benötigte Renfe neue Hochgeschwindigkeitszüge. Letztlich entschied man sich u. a. für den Kauf von 16 Garnituren der von der spanischen Talgo in Zusammenarbeit mit Bombardier entwickelten Talgo 350. Wegen ihrer charakteristischen Frontpartie werden diese Züge umgangssprachlich auch „Pato“ (deutsch Ente) genannt. Die Wagenzüge entstanden auf Basis der Bauart Talgo 7 mit verstärkten Wagenkästen und einer zusätzlichen Primärfederung. Umspurbar auf Breitspur sind die Einheiten nicht.
- Anzahl: 16
- Höchstgeschwindigkeit: 330 km/h

### Baureihe 103

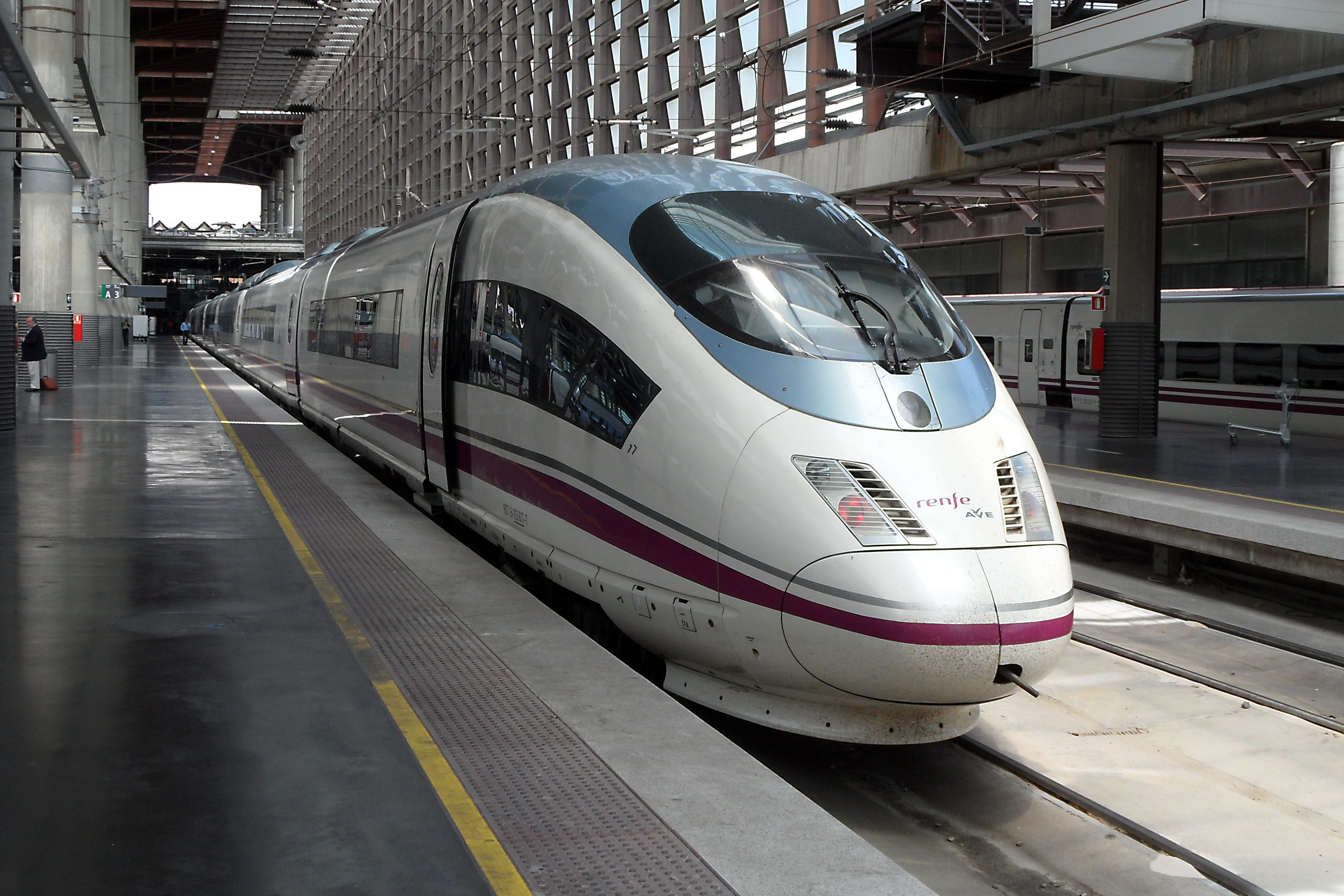
Triebzug der Baureihe 103 von Siemens im Bahnhof Madrid Atocha

Im Zuge der Ausschreibung zur zweiten Generation des AVE beschaffte Renfe neben der Baureihe 102 von Talgo auch 26 Hochgeschwindigkeitszüge von Siemens. Dabei handelt es sich um eine Fortentwicklung des ICE 3, welche von Siemens international als Velaro vermarktet wird und bei Renfe die Bezeichnung Baureihe 103 erhielt. Am 16. Juli 2006 stellte einer dieser Züge mit 403,7 km/h den Geschwindigkeitsrekord im spanischen Eisenbahnnetz auf. Damit wurde er zum schnellsten Serienzug der Welt, denn es handelte sich weder um einen Prototyp, noch wurden Umbauten vorgenommen.
- Anzahl: 26 (erstes Los 16, zweites Los 10)
- Höchstgeschwindigkeit: 350 km/h

### Baureihe 112

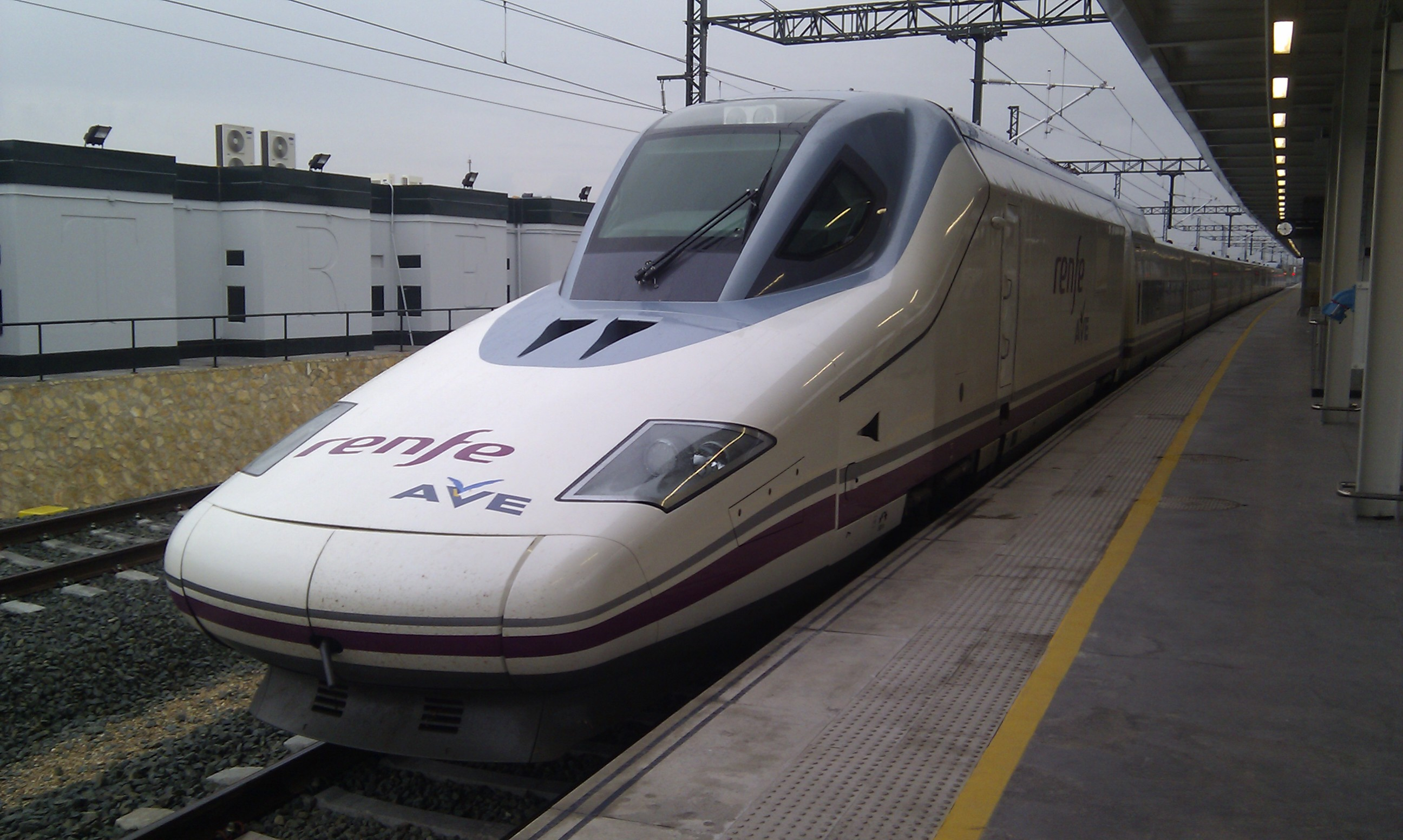
Ein AVE der Baureihe 112 von Talgo

Für den Betrieb auf den Hochgeschwindigkeitsstrecken von Madrid nach Málaga und Valencia wurden 2004 weitere 30 Triebzüge ähnlich der Baureihe 102 bestellt und bis 2010 ausgeliefert. Gegenüber der Baureihe 102 sind die Triebköpfe gleich, aber der Zug weist gegenüber der ersten Serie mehr Sitzplätze auf.
- Anzahl: 30
- Höchstgeschwindigkeit: 330 km/h

### Baureihe 106

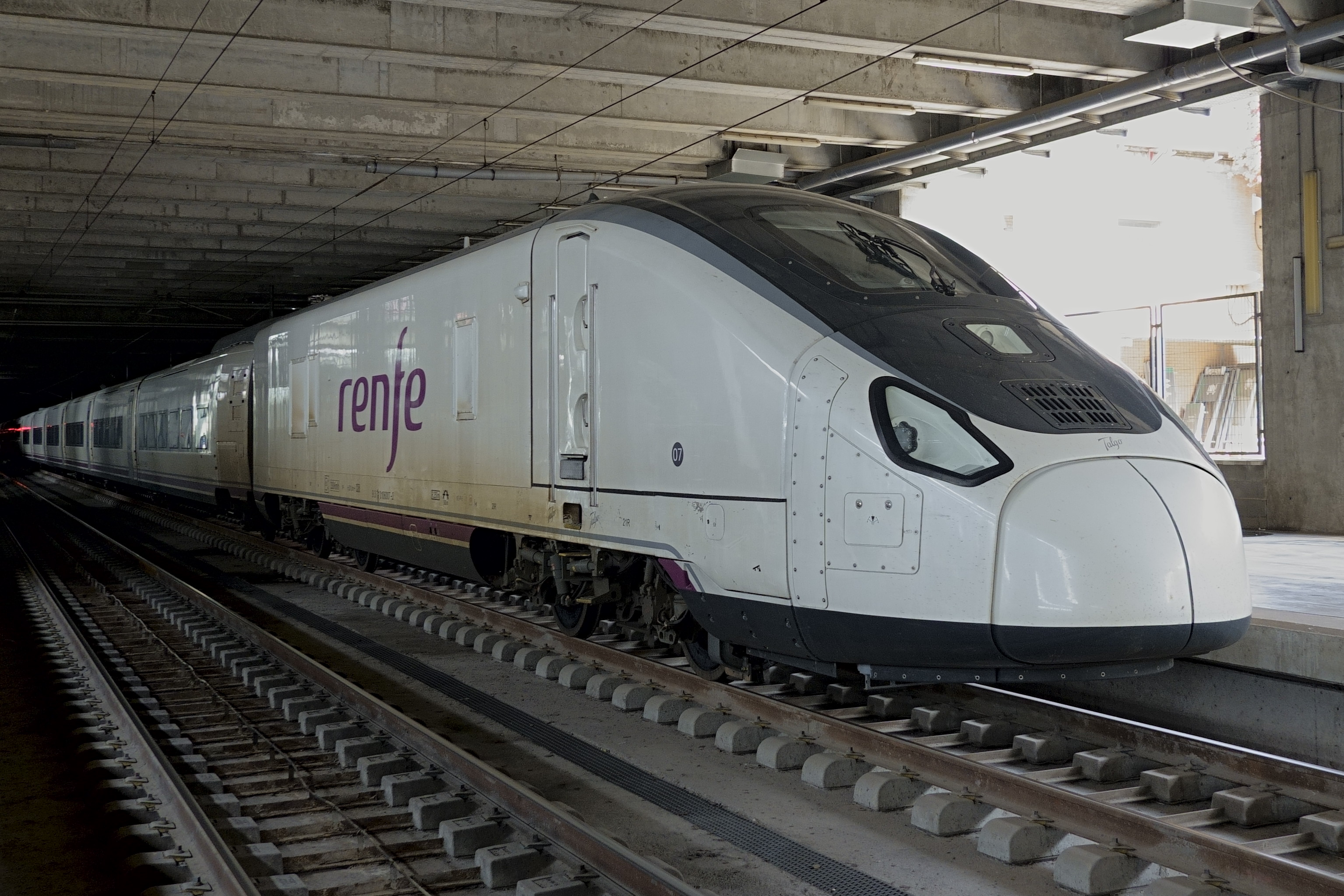
Ein AVE der Baureihe 106 von Talgo

Im Jahr 2016 schrieb RENFE die Lieferung von 15 Zuggarnituren einschließlich eines Wartungsvertrags für 30 Jahre europaweit aus. Diese Ausschreibung konnte Patentes Talgo im November 2016 für sich entscheiden. Der Wert des Vertrags wurde mit 786,5 Millionen Euro angegeben. Die im Regelbetrieb 330 km/h schnellen Züge der Variante F070 des Typs Talgo Avril sollen eine 2+2-Bestuhlung in der ersten Klasse sowie eine 2+3-Bestuhlung in der zweiten Klasse erhalten. Dadurch finden 105 Fahrgäste in der ersten und 416 in der zweiten Klasse Platz. Am 31. Mai 2017 übte die RENFE eine Kaufoption auf 15 weitere Garnituren aus, die spurwechselfähig sein werden, um sowohl im regelspurigen AVE- als auch im Breitspurnetz verkehren zu können. Im Jahr 2022 brach ein Zug dieses Typs (mit der Möglichkeit, die Spurweite zu wechseln) den Geschwindigkeitsrekord auf der iberischen Spurweite und erreichte auf der Strecke zwischen Ourense und Santiago de Compostela eine Geschwindigkeit von 360 km/h. Die Triebzüge sollen ab November 2024[veraltet], zunächst zwischen Madrid, Galicien und Asturien durch den Pajares-Tunnel, staffelweise in Betrieb gehen.
- Anzahl: 30 bestellt (davon 15 spurwechselfähig)[veraltet]
- Höchstgeschwindigkeit: 330 km/h

### Baureihe 107 (ab etwa 2024)
Im Jahr 2018 beauftragte die RENFE Patentes Talgo mit dem Umbau von 156 Talgo-7-Wagen, die größtenteils als Trenhotel verwendet worden waren, für den Einsatz im Hochgeschwindigkeitsverkehr. Im Mai 2021 bestellte die spanische Staatsbahn 26 Triebköpfe (mit Option auf 14 weitere), die zusammen mit den umgebauten Talgo-7-Wagen zunächst 13 betriebliche Einheiten bilden sollen. Die Triebköpfe sollen nach Angaben des Herstellers im Wesentlichen identisch mit der Baureihe 106 sein und auf der Talgo-Avril-Plattform beruhen. Alle Einheiten sollen spurwechselfähig sein.
- Anzahl: 13 bestellt (spurwechselfähig; Option auf 6 weitere)[veraltet]
- Höchstgeschwindigkeit: 330 km/h

## Weitere Marken
Neben AVE für Langstreckenzüge auf Regelspur mit Höchstgeschwindigkeiten über 250 km/h vermarktet Renfe seine Hochgeschwindigkeitsverkehre unter verschiedenen weiteren Markennamen:
- Avlo: Low-Cost-Marke der Hochgeschwindigkeitszüge auf einigen spanischen Strecken.
- Alvia für Züge mit Spurwechsellaufwerken für iberische und UIC-Regelspur.
- Avant für Mittelstrecken (bis 90 Minuten) ebenfalls auf Regelspur mit Höchstgeschwindigkeiten bis 250 km/h auf Basis des Pendolino[19]
- Euromed für Hochgeschwindigkeitszüge auf iberischer Breitspur auf der Strecke Barcelona–Castellón–Valencia–Alicante.